# Монкіне
Монкіне (пол. Monkinie) — село в Польщі, у гміні Новинка Августівського повіту Підляського воєводства.
Населення — 115 осіб (2011).
У 1975-1998 роках село належало до Сувальського воєводства.

## Демографія
Демографічна структура станом на 31 березня 2011 року:
|          | Загалом | Допрацездатний вік | Працездатний вік | Постпрацездатний вік |
| -------- | ------- | ------------------ | ---------------- | -------------------- |
| Чоловіки | 65      | 13                 | 42               | 10                   |
| Жінки    | 50      | 11                 | 29               | 10                   |
| Разом    | 115     | 24                 | 71               | 20                   |